# Yeni Halfeti

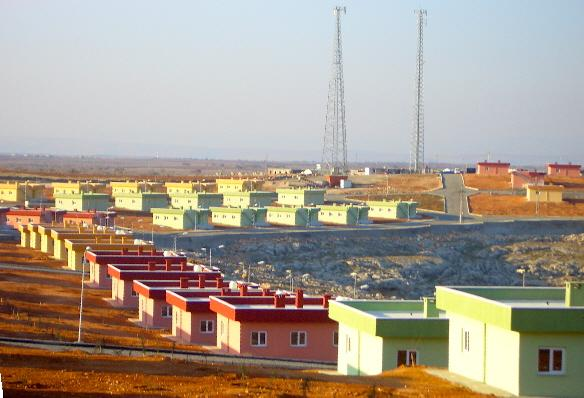
Neu errichtetes, noch leerstehendes Stadtviertel Yeni Halfetis (Februar 2006)

Yeni Halfeti (türkisch für „Neues Halfeti“, kurdisch: Xelfetîya Nu) ist eine Stadt in der Türkei. Sie entstand aus einem Umsiedlungsprojekt.
Die alte Stadt Eski Halfeti musste umgesiedelt werden, weil sie vom Birecik-Stausee überschwemmt wurde. Heute steht Yeni Halfeti dem ehemaligen, kurdischen Dorf Karaotlak, kurdisch: Qeremezre (heute Karaotlak mahallesi) gegenüber. Einzige Trennung zwischen der neu erbauten Stadt und dem ehemaligen Dorf ist die Landstraße; Kurden und Türken leben so eng beieinander, dass Teile ihrer Sprache und Lebensweise miteinander verschmelzen.
Die Umsiedlung hat den Dorfbewohnern neue Arbeitsplätze geschaffen.
Auch die Verkehrsverbindungen haben sich verbessert: früher fuhren Pferdefuhrwerke über die meist ungepflasterten Straßen. Heute gibt es gepflasterte Straßenwege, die zu den umliegenden Dörfern führen. Minibusse sorgen für die Mobilität der Bevölkerung.
Die schnelle Umsiedlung ist in der Architektur der neuen Stadt gut zu erkennen; die Regierung ließ Häuser bauen, einfache, rechteckige Quader, die Flachdächer haben und mit ihrer grellen Farbe modern wirken. Im Sommer, wenn abends die warmen Wände die Wohnungen aufheizen, dienen die Dächer als Schlafplatz.
Yeni Halfeti verbindet viele umliegenden Dörfer und fördert sie in ihrer wirtschaftlichen Entwicklung. Allerdings bedroht die zunehmende Verstädterung das dörfliche Leben (denn viele Familien sind in der Landwirtschaft tätig), die kurdischen Traditionen und die Sprache der mehrheitlich kurdischen Bewohner.
Koordinaten: 37° 14′ N, 37° 57′ O